# Катастрофа Ту-134 у Куйбишеві
Катастрофа Ту-134 у Куйбишеві — велика авіаційна катастрофа, що сталася 20 жовтня 1986 року. Авіалайнер Ту-134А підприємства «Аерофлот» виконував внутрішній рейс SU-6502 за маршрутом Свердловськ — Куйбишев — Грозний, але при заході на посадку в Куйбишеві жорстко сів на ВПП аеропорту Куйбишева і зруйнувався. З 94 осіб (87 пасажирів і 7 членів екіпажу), що знаходилися на його борту, вижили 24, всі отримали поранення.
Причиною катастрофи стала злочинна зневага до правил безпеки польотів з боку командира екіпажу.

## Літак
Ту-134А (реєстраційний номер СРСР-65766, заводський 62327, серійний 52-07) було випущено Харківським авіаційним заводом 28 червня 1979 року. 9 липня того ж року було передано Ростовському ВАТ Північно-Кавказького УГА авіакомпанії «Аерофлот» (1984 року було переведено до Грозненського ВАТ). Оснащений двома турбореактивними двигунами Д-30 виробництва Пермського моторного заводу. На день катастрофи здійснив 9689 циклів «зліт-посадка» і налітав 16154 години.

## Екіпаж
Літаком керував екіпаж із 82-го льотного загону, його склад був таким:
- Командир повітряного судна (КВС) — Олександр Васильович Клюєв.
- Другий пілот — Геннадій Олексійович Жирнов.
- Штурман — Іван Андрійович Мохонько.
- Бортмеханік — Кюрі Хасанович Хамзатов.

## Хронологія подій
Рейс SU-6502 вилетів зі Свердловська о 14:33 MSK; виконував його Ту-134А борт СРСР-65766, на його борту знаходилися 7 членів екіпажу та 87 пасажирів (серед них було 14 дітей, а ще 6 пасажирів не було зареєстровано). О 15:31 рейс 6502 розпочав захід на посадку в аеропорту Курумоч у Куйбишеві, пілотування здійснював КВС. Захід на посадку проводився з магнітним курсом 151° вдень у простих метеоумовах (хмарність 4/0 верхня, видимість 10 кілометрів, вітер 170° 3 м/с, на висоті кола — 200°, 5 м/с), але до ВПП лайнер підходив на швидкості 285—295 км/год та великим кутом тангажу.
О 15:50 MSK рейс SU-6502 на швидкості 280 км/год жорстко приземлився на ЗПС аеропорту Курумоч. Від сильного удару всі три стійки шасі склалися, і лайнер ліг на черево; в 36 метрах після торця ВПП відірвалася ліва частина крила, в 78 метрах після торця гас, що виплеснувся зі зруйнованих баків, спалахнув. У 214 метрах після торця злітної смуги літак розвернуло вправо, ще через 60 метрів лайнер зійшов з ВПП на ґрунт і, втративши праву частину крила, перекинувся на верхню частину фюзеляжу, після чого, прослизнувши ще 254 метри, розломився на дві частини. спалахнув (в 70 метрах зліва від злітної смуги та в 528 метрах від її торця).
Пожежу на місці катастрофи було ліквідовано аварійно-рятувальною службою аеропорту Курумоч та пожежними підрозділами Куйбишева. У катастрофі загинули 70 людей — 4 члени екіпажу (другий пілот і всі 3 стюардеси) і 66 пасажирів (6 з них померли в лікарнях); Спочатку другий пілот вижив у катастрофі і брав активну участь у рятувальній операції, але отруївся продуктами горіння і помер дорогою до лікарні. Вижили 24 особи — 3 члени екіпажу (КВС, штурман та бортмеханік) та 21 пасажир; 16 з них були витягнуті рятувальниками, решта залишили літак самостійно або були винесені другим пілотом.

## Розслідування
Згідно з висновком спеціальної комісії, причиною катастрофи стала злочинна зневага до правил безпеки польотів — ще під час передпольотної підготовки перед вильотом до Куйбишева КВС посперечався з другим пілотом, що зможе посадити літак «наосліп» (за одними показаннями приладів). О 15:31 перед початком заходу на посадку командир закрив оглядові вікна кабіни зі свого боку шторкою сліпого польоту і повів лайнер на посадку; другий пілот, штурман та бортмеханік не перешкоджали його діям.
У результаті до злітної смуги літак підійшов вище за глісаду і з занадто великими вертикальною і горизонтальною швидкостями. На висоті ухвалення рішення про звільнення на друге коло КВС продовжив захід на посадку за шторкою (крім того, аж до зіткнення з ЗПС другий пілот взагалі не керував літаком). За 1 секунду до приземлення командир дав бортмеханіку команду відкрити шторку, але той не встиг її виконати, а другий пілот не вжив заходів щодо вирівнювання літака і потім запізно взяв штурвал «на себе».

## Суд
Командир рейсу 6502 Олександр Клюєв був засуджений до 15 років позбавлення волі. Після перегляду справи термін зменшили до 6 років, які він повністю відсидів, вийшовши на волю 1994 року.

## Цитати
…Трапляються серед нашого брата приклади досконалої дурниці, хоч і з найкращих спонукань.
Мало ми почали літати. Втрачається кваліфікація, а тренажери наші в цьому плані — брухт. Хочеться капітанові себе потренувати, щоб ближче до реальних умов. Без дурнів. І він закриває лобове скло шторкою, а бортмеханіку наказує на ВВР цю шторку відкрити — ну чим не захід у складних умовах. І нерви заразом потренувати.
Дурень — це людина, яка не здатна передбачати наслідки своїх дій. На ВВР шторку заїло. Капітан із бортмеханіком кинули все і почали цю шторку відчиняти. Другий пілот, захопившись спостереженням за їхніми діями, роззявив рота. Літак грубо приземлився, розвалився і згорів, а екіпаж залишився живим; ще бігали, намагаючись витягти з-під уламків пасажирів.
Після цього у нас шторки запломбовані. Захист від дурня.
Василь Єршов. «Роздуми їздового пса» (розділ «Людський фактор»)